# 453
453 (CDLIII) fue un año común comenzado en jueves del calendario juliano, en vigor en aquella fecha.
En el Imperio romano, el año fue nombrado el del consulado de Opilio y Vincolamo, o menos comúnmente, como el 1206 Ab urbe condita, adquiriendo su denominación como 453 a principios de la Edad Media, al establecerse el anno Domini.

## Acontecimientos
- Teodorico II sucede a Turismundo en el reino visigodo.
- La muerte de Atila en circunstancias que no conocemos exactamente, llevará en poco tiempo a la disolución de su ejército y de su imperio.

## Fallecimientos
- Turismundo, rey visigodo.
- Atila, rey huno.